# Aranyera modesta
El aranyera modesta (Arachnothera modesta) és un ocell de la família dels nectarínids (Nectariniidae).

## Hàbitat i distribució
Habita els boscos des del sud de Myanmar fins al sud del Vietnam, Península Malaia, Sumatra i Borneo.